# Namíbiai labdarúgó-válogatott
A namíbiai labdarúgó-válogatott Namíbia nemzeti válogatottja, amelyet a namíbiai labdarúgó-szövetség (angolul: Namibian Football Association) irányít. Afrika egyik legfiatalabb labdarúgócsapata még nem jutott ki a labdarúgó-világbajnokságra, az afrikai kontinensviadalon azonban 1998 után 2008-ban már másodszor vettek részt.

## Története
A namíbiai labdarúgás még gyerekcipőben jár, történelme két évtizedes múltra tekint vissza. A válogatott már az 1990-ben létrejött nemzeti labdarúgó-szövetség megalakulása előtt játszotta első mérkőzését 1989. május 16-án, amelyet nagy küzdelemben ugyan, de elveszítettek Angolával szemben. A kezdeti sorozatos sikertelenségek első nemzetközi szereplésük, az 1994-es labdarúgó-világbajnokság selejtezőin sem törtek meg, pont nélkül zárták selejtezőcsoportjukat.
Első hivatalos győzelmüket 1994. július 1-jén, Botswanában rendezett barátságos mérkőzésen aratták a helyi labdarúgó válogatottal szemben, 1–0-s arányban.
Barátságos mérkőzéseik alkalmával egyre jobb és nevesebb csapatokat sikerült megszorongatniuk, azonban a várt sikert az 1996-os afrikai nemzetek kupája-selejtező sem hozta meg, csoportjukban az utolsó előtti helyen végeztek. A Bátor Harcosok azonban igen hamar bizonyítani tudták, hogy Afrika elitjéhez tartoznak: az 1998-as afrikai nemzetek kupája-selejtezőn Kamerun mögött végeztek, és 8 évvel az első nemzetközi mérkőzésüket követően már a kontinensviadal 16-os mezőnyébe kerültek.
A namíbiai labdarúgás legfényesebb korszakát 1996-2000 között élte. Kijutottak a kontinensviadalra, két ízben sikerült ezüstérmet kiharcolniuk a dél-afrikai nemzetek számára szervezett COSAFA Kupán, és a világbajnoki-selejtezőkön ekkor szerepeltek a legjobban.
Ahogy a 2000 előtti négy év a namíbiai labdarúgás fénykorát jelentette, úgy a következő négy – hasonlóan a megalakulásuk utáni négy évhez – a legrosszabb korszakukat. Rendre elbukták a selejtezőiket, a COSAFA Kupákon még a négy közé sem jutottak be.
Az áttörést Ben Bamfuchile kapitánysága jelentette, aki a romokban heverő csapatot ismét a kontinensviadalra vezette. A zambiai születésű 47 éves mesteredzőt már valóságos hősként tisztelték Namíbiában, azonban a 2007. december 27-én, tragikus hirtelenséggel bekövetkezett halála gyászba borította az országot. Zambia és Namíbia is saját halottjaként gyászolta.

## Nemzetközi eredmények
COSAFA-kupa
- Ezüstérmes: 2 alkalommal (1997, 1999).

## Világbajnoki szereplés
- 1930 – 1990: Nem indult.
- 1994 – 2018: Nem jutott be.

## Afrikai nemzetek kupája-szereplés
- 1957 – 1994: Nem indult.
- 1996: Nem jutott be.
- 1998: Csoportkör.
- 2000 – 2006: Nem jutott be.
- 2008: Csoportkör.
- 2010: Nem jutott be.
- 2012: Nem jutott be.
- 2013: Nem jutott be.
- 2015: Nem jutott be.

## Mérkőzések

### Következő mérkőzések
| Időpont | Kiírás | Helyszín | Ellenfél |
| ------- | ------ | -------- | -------- |
|         |        |          |          |

## Játékosok

### Jelenlegi keret
A 2008-as afrikai nemzetek kupájára nevezett játékoskeret. (2008. január)
| Szám | Poszt | Név                     | Születési dátum (Kor) | Vál. | Klub               |
| ---- | ----- | ----------------------- | --------------------- | ---- | ------------------ |
| 1    | K     | Athiel Mbaha            | 1976. december 5.     |      | Orlando Pirates FC |
| 2    | V     | Jeremias Baisako        | 1980. július 13.      |      | Ramblers FC        |
| 3    | V     | Hartman Toromba         | 1984. november 2.     |      | Black Leopards FC  |
| 4    | V     | Maleagi Ngarizemo       | 1979. június 20.      |      | FC Cape Town       |
| 5    | V     | Richard Gariseb         | 1980. február 3.      |      | Bidvest Wits UFC   |
| 6    | V     | Franklin April          | 1984. április 18.     |      | FC Civics          |
| 7    | KP    | Collin Benjamin         | 1978. augusztus 3.    |      | Hamburger SV       |
| 8    | KP    | Oliver Hanjorge Risser  | 1980. szeptember 17.  |      | klub nélküli       |
| 9    | CS    | Levis Petrus Swartbooi  | 1984. március 18.     |      | Primeiro Agosto    |
| 10   | KP    | Abraham Letu Shatimuene | 1986. április 2.      |      | Primeiro Agosto    |
| 11   | KP    | Sydney Plaatjies        | 1981. november 25.    |      | Jomo Cosmos        |
| 12   | CS    | Muna Katupose           | 1988. február 22.     |      | Oshakati City FC   |
| 13   | V     | Elias Michael Pienaar   | 1982. október 10.     |      | Ramblers FC        |
| 14   | KP    | Brian Guilbert Brendell | 1986. szeptember 7.   |      | FC Civics          |
| 15   | CS    | Rudolf Bester           | 1983. július 19.      |      | Eleven Arrows FC   |
| 16   | K     | Abisai Shanangayamwe    | 1982. május 16.       |      | Jomo Cosmos FC     |
| 17   | KP    | Quinton Norman Jacobs   | 1979. január 21.      |      | Bryne FK           |
| 18   | V     | Gottlieb Nakuta         | 1988. május 8.        |      | Blue Waters FC     |
| 19   | CS    | Lazarus Kaimbi          | 1988. augusztus 12.   |      | Jomo Cosmos FC     |
| 20   | CS    | Pineas Jacob            | 1985. október 29.     |      | Ramblers FC        |
| 21   | KP    | Wicliff Kambonde        | 1988. január 10.      |      | Jomo Cosmos FC     |
| 22   | KP    | Jamunovandu Ngatjizeko  | 1984. december 28.    |      | FC Civics          |
| 23   | K     | Efraim Tjihonge         | 1986. május 23.       |      | Black Leopards FC  |

### Híresebb játékosok
- Collin Benjamin, a Hamburger SV védekező középpályása, aki híres rendkívüli állóképességéről, pontos és erélyes játékstílusáról.
- Razundara Tjikuzu, a Werder Bremen, a Hansa Rostock, az MSV Duisburg és a Çaykur Rizespor egykori játékosa.
- Mohamed Ouseb, a dél-afrikai Kaizer Chiefs, Moroka Swallows, illetve a norvég FC Lyn egykori játékosa.

## Külső hivatkozások
- Namíbiai Labdarúgó-szövetség – hivatalos oldal Archiválva 2021. május 7-i dátummal a Wayback Machine-ben (angolul)
- Namíbia a FIFA.com-on Archiválva 2012. augusztus 21-i dátummal a Wayback Machine-ben (angolul)
- Namíbia a CAF oldalán (angolul)
- Namíbia mérkőzéseinek eredményei az rsssf.com-on (angolul)
- Namíbia eredményei az EloRating.net-en (angolul)
- Namíbia a national-football-teams.com-on (angolul)
- Namíbia a transfermarkt.de-n (németül)
- Namíbia a weltfussball.de-n (németül)
- Namíbia a fedefutbol.net-en (spanyolul)
- Namíbia.lap.hu – linkgyűjtemény

1. ↑  The FIFA/Coca-Cola World Ranking. FIFA
2. ↑  World Football Elo Ratings. eloratings.net